# Acer sempervirens
Acer sempervirens es una especie de árbol perteneciente a la familia de las sapindáceas. Se encuentra en el sudoeste de Europa y sudoeste de Asia, en el sur de Grecia y sur de Turquía.

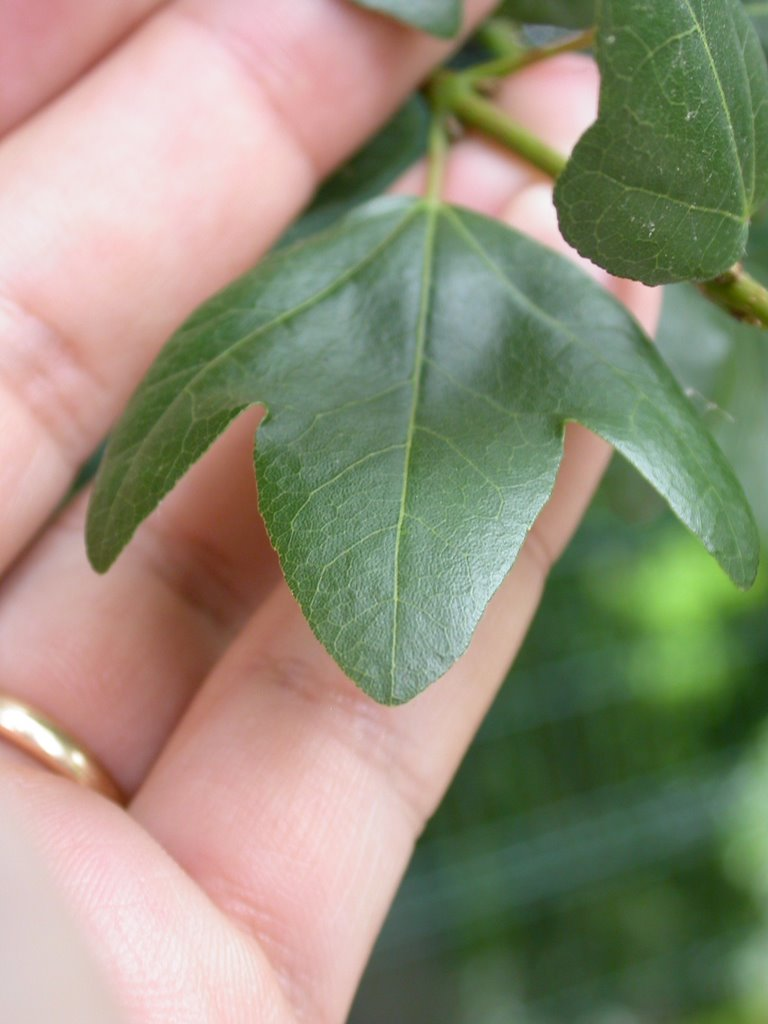
Detalle de la hoja

## Descripción
Es un árbol de hoja perenne o semiperenne, arbusto o pequeño árbol que alcanza un tamaño de 10 m de altura con un tronco con un diámetro de 50 cm. La corteza es de color gris oscuro, lisa en los árboles jóvenes, formando escamas y fisuras superficialmente en los árboles maduros. Los brotes son de color verde en un primer momento, convirtiéndose en marrón opaco en el segundo año. Las hojas son opuestas, duras y coriáceas en la textura, de 1 a 4 cm de largo y 1 a 3 de ancho, de color verde oscuro brillante, simples o con tres lóbulos. Los lóbulos tienen el margen entero. Las flores son de color amarillo-verdoso, producidas en pequeños corimbos colgantes. El fruto es una doble sámara con dos redondas semillas aladas, las alas de 1,5-3 cm de largo, se extienden en un ángulo agudo.
Es una de las especies en el género más tolerantes a la sequía y al calor, y se producen en las laderas secas y en soleadas elevaciones moderadas. Está estrechamente relacionada con Acer monspessulanum de más al norte y oeste de Europa, con la diferencia de ser más pequeña, sus hojas perennes son más pequeñas hojas y a menudo tiene forma de arbusto.

## Cultivo y usos
Acer sempervirens es de vez en cuando cultivada como árbol ornamental en el oeste de Europa, fue introducida en Gran Bretaña en 1752

## Taxonomía
Acer sempervirens fue descrita por Carlos Linneo y publicado en Mantissa Plantarum. Generum Editionis vi et Specierum Editionis ii., en el año 1767
Etimología
Acer: nombre genérico que procede del latín ǎcěr, -ĕris = (afilado), referido a las puntas características de las hojas o a la dureza de la madera que, supuestamente, se utilizaría para fabricar lanzas. Ya citado en, entre otros, Plinio el Viejo, 16, XXVI/XXVII, refiriéndose a unas cuantas especies de Arce.
sempervirens: epíteto latíno que significa "siempre verde".
Sinonimia
- Acer creticum var. cuneifolium Spach
- Acer creticum var. rotundifolium Spach
- Acer heterophyllum Willd.
- Acer humile Salisb.
- Acer orientale L.
- Acer orientale var. cuneifolium (Spach) Pax
- Acer orientale f. cuneifolium (Spach) Schwer.
- Acer orientale var. ovale Pax
- Acer orientale f. ovale (Pax) Schwer.
- Acer orientale var. rotundifolium (Spach) Pax
- Acer orientale f. rotundifolium (Spach) Schwer.
- Acer willkommii Wettst.[10]